# Сражение при Айтосе
Сражение при Айтосе — сражение между авангардом русской армии, переправившейся через Балканские горы, и турецкой армией в кампанию 1829 года. Закончилось победой русских войск и взятием ими города Айтос.

## Сражение
К середине июля 1829 года русская армия перешла Балканский хребет. Турецкая армия Ибрагим-паши должна была перекрыть русским путь Кеприкиой и Чалымалы, однако турки не успели сделать этого и поспешно отступили к Айтосу. Колонна генерала Ридигера двигавшаяся в авангарде русской армии, после подхода основных сил генерала Рота должна была выступить к Айтосу и блокировать турок в нём, а по возможности взять город. Днём 13 июля колонна Ридигера подошла к Айтосу.
Передовые отряды казаков под командованием генерала Жирова столкнулись с превосходящими силами турецкой кавалерии. В то время как казаки отбивали атаки кавалерии, пехота и артиллерия разворачивались в боевой порядок. Информация полученная от пленных показала, что к Айтосу идёт турецкое подкрепление, вследствие чего Ридигер принял решение атаковать Айтос немедленно. Вперёд была выдвинута бригада генерала Шереметева, который решительной атакой сбил турок с их позиций, вынудив их отступить в город. Выдвинув артиллерию и направив кавалерию в обход города для того, чтобы перерезать путь отступления туркам Ридигер начал атаку города. Мощный огонь артиллерии и наступление пехоты вынудили турок отступить, после этого русские ворвались в город и после 3-х часового боя турки обратились в бегство. Преследование бегущих продолжалось 7 вёрст.
Потери турок до 1000 убитых и раненых, более 200 пленных. Потери русских незначительны. В городе были захвачены значительные запасы продовольствия и военного снаряжения.